# عمید محاجنه
عمید محاجنه (عربی: عميد محاجنة؛ زادهٔ ۱۱ اکتبر ۱۹۹۶) بازیکن فوتبال اهل فلسطین است.
وی همچنین در تیم ملی فوتبال فلسطین بازی کرده است.